# Gruppekommunikation
Betegnelsen Gruppekommunikation bruges i forbindelse med kommunikation i virtuelle projektrum også kaldet collaboration spaces eller team rooms, som er applikationer, der tillader en gruppe af mennesker at dele dokumenter, føre diskussioner og samarbejde om en given opgave.
Teambaseret arbejde understøttes således af gruppekommunikation. Teamarbejde er en udbredt samarbejdsform, når ny viden skal udvikles, deles og tages i anvendelse. Dette samarbejde kan etableres både internt mellem kollegaer, men også eksternt i forhold til både samarbejdspartnere og kunder. Dette gøres med et ønske om at opnå en sikker, effektiv og besparende måde at kommunikere og dele informationer på – uafhængigt af tid og sted: På samme platform kan alle deltagerne nemlig dele informationer, dokumenter, filer, aktiviteter, nyheder og ideer. Alt materiale opsamles og deles i det virtuelle projektrum.
| Humaniora | Spire Denne artikel om humaniora er en spire som bør udbygges. Du er velkommen til at hjælpe Wikipedia ved at udvide den. |